# Municipio de Atlanta (Kansas)
El municipio de Atlanta (en inglés: Atlanta Township) es un municipio ubicado en el condado de Rice en el estado estadounidense de Kansas. En el año 2010 tenía una población de 134 habitantes y una densidad poblacional de 1,49 personas por km².

## Geografía
El municipio de Atlanta se encuentra ubicado en las coordenadas 38°18′5″N 98°11′50″O / 38.30139, -98.19722. Según la Oficina del Censo de los Estados Unidos, el municipio tiene una superficie total de 90.19 km², de la cual 90 km² corresponden a tierra firme y (0,2 %) 0,18 km² es agua.

## Demografía
Según el censo de 2010, había 134 personas residiendo en el municipio de Atlanta. La densidad de población era de 1,49 hab./km². De los 134 habitantes, el municipio de Atlanta estaba compuesto por el 94,03 % blancos, el 0,75 % eran asiáticos, el 5,22 % eran de otras razas. Del total de la población el 5,97 % eran hispanos o latinos de cualquier raza.